# Adélaïde Prévost
Pour les articles homonymes, voir Prévost et Briche.
Adélaïde Edmée Prévost, épouse Lalive de La Briche, principalement connue sous le nom de Madame de La Briche, née à Nancy le 9 décembre 1755 et morte à Paris le 29 janvier 1844, est une salonnière lorraine, puis, après 1766, française.

## Biographie
Adélaïde Prévost est la fille de Bon Prévost, receveur général des fermes de Lorraine, et de Marie Le Maître de La Martinière. Cette dernière est la sœur de Jean Le Maître de La Martinière, trésorier général de l’artillerie et du génie, qui a bâti en quelques années une fortune colossale et fait construire par Jean-Benoît-Vincent Barré le splendide château du Marais près de Saint-Chéron. Décédé sans postérité légitime en avril 1783, il lègue sa fortune et son château à ses neveux et nièces, mais Adélaïde parvient à les désintéresser pour devenir seule propriétaire du Marais en 1785.
Elle épouse en 1780 Alexis Janvier Lalive de La Briche (1735-1785), introducteur des ambassadeurs de Louis XVI, fils du fermier général Louis Denis Lalive de Bellegarde. 
De leur union naît une fille unique, Caroline Lalive de La Briche (1781-1845), mariée avec Mathieu Louis Molé, qui sera plusieurs fois ministre sous l'Empire, la Restauration et la monarchie de Juillet.
De vingt ans plus âgé que sa femme, Lalive de La Briche meurt en juillet 1785, lors d'un voyage en Suisse, de la petite vérole, en lui laissant un bel hôtel particulier à Paris, rue de la Ville-l'Évêque, qu’il avait acheté en 1769 au comte de Saint-Florentin, dans ce quartier du faubourg Saint-Honoré mis à la mode par les riches financiers. 
Veuve à 29 ans, Madame de La Briche ne se remarie pas, se consacrant à ses proches. 
Chaque année, vers la fin mai, Madame de La Briche prend ses quartiers d’été au château du Marais jusqu’au début d’octobre. Auparavant, elle passe quelques semaines à Sannois chez sa belle-sœur, la comtesse d’Houdetot, où elle retourne en octobre, avant de regagner Paris où elle passe l’hiver. Elle reçoit une société où l’on trouve aussi bien le vieil amant de Sophie d'Houdetot, le poète Jean-François de Saint-Lambert, le fabuliste Florian – qui parle du Marais comme de « la terre promise » –, l’abbé Morellet, Jean-François de La Harpe, Suard, François-René de Chateaubriand. Son lecteur, Antoine Athanase Roux de Laborie, également précepteur de Caroline, devient secrétaire particulier de Talleyrand au ministère des Relations extérieures avant de fonder en 1804 le Journal des débats avec son ami Louis-François Bertin.
« Talent, esprit, raison, maintien, figure même, tout chez elle était assorti », écrit Sophie d’Houdetot. « Elle conservait une attitude modeste et bourgeoise, note pour sa part Charles de Rémusat ; on trouvait qu’elle avait l’air d’une gouvernante de bonne maison. Avec très peu d’esprit, elle avait un excellent esprit et le goût de l’esprit. [...] Elle aimait les gens de lettres et le spectacle. [...] C’était une excellente maîtresse de maison et une femme d’une bonté parfaite, mais elle n’avait ni bonne grâce, ni mouvement. Son salon n’en était que plus paisible. »
Restée en France durant la Révolution française, elle réussit à la traverser discrètement sans être le moins du monde inquiétée. Elle est très liée avec la comtesse de Damas. Elle meurt chez sa fille, fort âgée, sous la monarchie de Juillet.